# Xã Spring Lake, Quận Hanson, Nam Dakota
Xã Spring Lake (tiếng Anh: Spring Lake Township) là một xã thuộc quận Hanson, tiểu bang Nam Dakota, Hoa Kỳ. Năm 2010, dân số của xã này là 121 người.